# Euderces rubellus
Euderces rubellus är en skalbaggsart som först beskrevs av Bates 1885.  Euderces rubellus ingår i släktet Euderces och familjen långhorningar.
Artens utbredningsområde är Guatemala. Inga underarter finns listade i Catalogue of Life.